# Cristiano Gaudio
Cristiano Gaudio, né en 1995 à Bassano del Grappa (Italie), est un claveciniste italien.

## Biographie
Cristiano Gaudio effectue sa formation musicale  au conservatoire Agostino Steffani de Castelfranco Veneto où il obtient à dix-huit ans son diplôme de piano. Puis il intègre le Conservatoire national supérieur de musique et de danse de Paris où il étudie les claviers anciens avec Olivier Baumont et Blandine Rannou,.
Il remporte de nombreux concours internationaux de musique dont le concours de Bruges (2018), le concours de Milan (2017), Gianni Gambi de Pesaro, Amelia Isabella Bianchi au Conservatoire Giacomo Puccini de La Spezia, Wanda Landowska de Ruvo di Puglia et enfin le prix Claudio Abbado (2015), réservé aux meilleurs élèves des conservatoires italiens,.
Il se produit comme soliste et comme continuiste dans les festivals et salles de concert les plus renommés. En 2018, il participe au Festival Radio France Occitanie Montpellier autour des Sonates de Scarlatti.
En 2021, il interprète notamment les partitions du duel Scarlatti versus Haendel à La Scala de Paris.
Il devient professeur de clavecin au Conservatoire Gaetano Donizetti de Bergame.

## Discographie
- Haendel vs Scarlatti : Toccata nos 1, 6, 9, 11 ; Suite II en fa majeur, HWV 427 ; Chaconne en sol majeur, HWV 435 ; Sonate en sol mineur HWV 478 ; Sonates : K. 32, 33, 43, 53, 58, 64, 69, 82, 84 et 86 (10-14 août 2020, L'Encelade ECL 2003) (OCLC 1287692410)